# Symbian S60
S60 (Series 60) — программная платформа[прояснить] для фичефонов, смартфонов и коммуникаторов, которая использует Symbian OS. В начале 2000-х S60 являлась лидером среди платформ для смартфонов в мире. Была разработана прежде всего корпорацией Nokia, и впоследствии лицензирована другим компаниям, таким, как Lenovo, LG Electronics, Panasonic, Sony Ericsson и Samsung. Также в разработку входят компании, интегрирующие программное обеспечение Elektrobit, Teleca, Digia, Mobica, Texas Instruments, STMicroelectronics, Broadcom, Renesas, Freescale, и операторы мобильной связи Vodafone и Orange, которые разрабатывали и поставляли мобильные приложения и услуги для S60.
Программное обеспечение S60 — это торговый стандарт для смартфонов, который поддерживает приложения, разработанные на языках Java MIDP, C++, и Python. Особенностью является возможность установки дополнительных приложений.
S60 состоит из набора библиотек и стандартных приложений, таких, как: телефония, инструменты PIM, мультимедийные проигрыватели.

## Технические характеристики
- Операционная система: Symbian OS.
- Версия Series 60 — Edition (1st (2001 г.), 2nd (2004 г.), 3rd (2005 г.)); расширения возможностей Series 60 x Edition — Feature Pack (1, 2, 3).
- Размер экрана: 176×208. Встречаются модели с другим размером экрана (например, Siemens SX1 и Sendo X имели размер 176×220), но прикладным программам в них так же выделялось окно 176×208. Начиная от Series 60 2nd Edition, Feature Pack 3 ОС поддерживает экраны размера 240×320, и более высокого разрешения (352×416) (например, Nokia N90, работающая на Series 60 2nd Edition, Feature Pack 3 или Nokia N80, но уже на Series 60 3rd Edition), а также поддержка горизонтальной ориентации экрана (208×176, 320×240, 416×352, а также 360x640 и выше) на S1, S2, S3.
- Поддержка приложений, разработанных на Java (J2ME MIDP), Symbian C++.
- Series 60 3rd Edition бинарно несовместима с предыдущими версиями Series 60, так как использует новую версию Symbian OS (v9.1).
- В 2006 году был создан логотип «Разработан для устройств S60», который использовался для обозначения совместимости приложений (Symbian или Java) с Symbian OS.
- В 2008 году произошли небольшие изменения в развитии платформы, основное изменение — поддержка управления приложениями при помощи сенсорного экрана. Новая платформа получила название «S60 5th Edition». (На современных смартфонах Nokia с сенсорным экраном, под управлением S60, используется ОС Symbian 9.4 Touch, а также S² и S³).

## Разработка приложений
Разработку проводят на компьютере и изредка на смартфоне с помощью Python. На компьютере, используя программный эмулятор телефона, производят тестирование или отладку. При наличии соответствующего оборудования отлаживают непосредственно на устройстве (смартфоне).
Могут быть необходимы: компилятор C++, SDK. SDK распространялся Nokia. В состав входят: документация, эмулятор для Windows, заголовочные файлы.
Из сред разработки наиболее известны Qt Creator, Python, Carbide и CodeWarrior.
Русскоязычную информацию можно найти на специальных сайтах (недоступная ссылка).

## Ограничения Symbian 9
Особенностью операционной системы Symbian 9 (платформы от S60 3rd edition до Nokia Belle FP1) является механизм сертификации приложений. Существует несколько видов сертификатов, в зависимости от вида сертификата, которым подписан установочный пакет приложения, определяются его полномочия в системе. В результате оказывается затруднительной установка нелицензионных и даже многих бесплатных приложений. Также пользовательским приложениям запрещён доступ ко многим системным каталогам файловой системы. Впрочем, имеется возможность бесплатно получить сертификат разработчика для своего устройства (привязан к конкретному аппарату), позволяющий устанавливать подавляющее большинство приложений, предварительно "подписав" их пакеты. Кроме того, для Symbian 9 и ^3 существует кустарная процедура, аналогичная Jailbreak, заключающаяся в получении доступа к системной памяти и подмене оригинального installserver на модифицированный. Стоит отметить, что в случае непредвиденных обстоятельств после взлома телефон можно обратно сбросить на заводские настройки с оригинальным installserver. Для восстановления имеется специальная область памяти только для чтения, где находится копия системы с заводскими настройками.

## Модели телефонов
| Серия S60                       | Версия S60 | Номер версии Symbian OS         | Модели |
| ------------------------------- | ---------- | ------------------------------- | --- |
| S60                             | 0.9        | 6.1                             | - Nokia 7650 |
| S60 1st Edition                 | 1.2        | 6.1                             | - Nokia 3600 - Nokia 3620 - Nokia 3650 - Nokia 3660 - Nokia N-Gage - Nokia N-Gage QD - Sendo X - Sendo X2 - Siemens SX1 |
| S60 2nd Edition                 | 2.0        | 7.0s                            | - Nokia 6600 - Panasonic X700 - Panasonic X800 - Samsung SGH-D720 - Samsung SGH-D728 - Samsung SGH-D730 - Samsung SGH-Z600 |
| S60 2nd Edition, Feature Pack 1 | 2.1        | 7.0s                            | - Nokia 3230 - Nokia 6260 - Nokia 6620 - Nokia 6670 - Nokia 7610 |
| S60 2nd Edition, Feature Pack 2 | 2.6        | 8.0a                            | - Lenovo P930 - Nokia 6630 - Nokia 6680 - Nokia 6681 - Nokia 6682 |
| S60 2nd Edition, Feature Pack 3 | 2.8        | 8.1a                            | - Nokia N70 - Nokia N72 - Nokia N90 |
| S60 3rd Edition                 | 3.0        | 9.1                             | - Nokia 3250 - Nokia 5500 Sport - Nokia E50 - Nokia E60 - Nokia E61 - Nokia E61i - Nokia E62 - Nokia E65 - Nokia E70 - Nokia N71 - Nokia N73 - Nokia N75 - Nokia N77 - Nokia N80 - Nokia N91 - Nokia N91 8GB - Nokia N92 - Nokia N93 - Nokia N93i - Samsung SGH-i570 |
| S60 3rd Edition, Feature Pack 1 | 3.1        | 9.2                             | - LG KS10 - LG KT610 - LG KT615 - Nokia 5700 XpressMusic - Nokia 6110 Navigator - Nokia 6120 Classic - Nokia 6121 Classic - Nokia 6124 classic - Nokia 6290 - Nokia E51 - Nokia E63 - Nokia E66 - Nokia E71 - Nokia E90 Communicator - Nokia N76 - Nokia N81 - Nokia N81 8GB - Nokia N82 - Nokia N95 - Nokia N95 8GB - Samsung SGH-G810 - Samsung SGH-i400 - Samsung SGH-i408 - Samsung SGH-i450 - Samsung SGH-i458 - Samsung SGH-i520 - Samsung SGH-i550 - Samsung SGH-i550w - Samsung SGH-i560 - Samsung SGH-i568                                                                                        |
| S60 3rd Edition, Feature Pack 2 | 3.2        | 9.3                             | - Nokia 5320 XpressMusic - Nokia 5630 XpressMusic - Nokia 5730 XpressMusic - Nokia 6210 Navigator - Nokia 6220 Classic - Nokia 6650 fold - Nokia 6700 Slide - Nokia 6710 Navigator - Nokia 6720 Classic - Nokia 6730 Classic - Nokia 6760 Slide - Nokia 6788 - Nokia 6788i - Nokia 6790 Slide - Nokia 6790 Surge - Nokia C5-00 - Nokia C5-00 5MP - Nokia C5-01 - Nokia E5-00 - Nokia E52 - Nokia E55 - Nokia E71x - Nokia E72 - Nokia E73 Mode - Nokia E75 - Nokia N78 - Nokia N79 - Nokia N85 - Nokia N86 8MP - Nokia N96 - Nokia X5-00 - Samsung GT-i8510 (INNOV8) - Samsung GT-I7110 - Samsung SGH-L870 |
| S60 5th Edition (Или Symbian^1) | 5.0        | 9.4                             | - Nokia 5800 - Nokia 5530 - Nokia 5228 - Nokia 5230 - Nokia 5230 Nuron - Nokia 5233 - Nokia 5235 - Nokia 5250 - Nokia N97 - Nokia N97 Mini - Nokia X6 - Nokia C5-03 - Nokia C5-04 - Nokia C5-05 - Nokia C5-06 - Nokia C6-00 - Samsung i8910 Omnia HD - Sony Ericsson Satio - Sony Ericsson Vivaz - Sony Ericsson Vivaz Pro |
| Symbian^2                       | 5.1        | 9.5                             | |
| Symbian^3                       | 5.2        | 9.5                             | - Nokia N8 (12MP) обновлён до Belle - Nokia E7 (8MP) обновлён до Belle - Nokia C7-00 (8MP) обновлён до Belle - Nokia C6-01 (8MP) обновлён до Belle |
| Symbian Anna                    | 5.2        | 9.5                             | - Nokia 500 (5MP) обновлён до Belle - Nokia E6 (8MP) обновлён до Belle - Nokia X7 (8MP) обновлён до Belle - Nokia Astound (8MP) обновлён до Belle - Nokia Oro (8MP) обновлён до Belle - Nokia T7-00 (8MP) - Nokia 702T (8MP) - Nokia 801T (8MP) - Vertu Constellation (8MP) |
| Symbian Belle (Или Nokia Belle) | 5.3        | 10.1                            | - Nokia 603 (5MP) обновлён до Belle FP1 - Nokia 700 (5MP) обновлён до Belle FP1 - Nokia 701 (8MP) обновлён до Belle FP1 |
| Nokia Belle, Feature Pack 1     | 5.4        | [ источник не указан 4862 дня ] | - Nokia 808 PureView (41MP) |
| Nokia Belle, Feature Pack 2     | 5.5        | [ источник не указан 4862 дня ] | - Nokia 603 (5MP) обновлён до Belle FP2 - Nokia 700 (5MP) обновлён до Belle FP2 - Nokia 701 (8MP) обновлён до Belle FP2 - Nokia 808 PureView (41MP) обновлён до Belle FP2 |